# Jacobus Hoefnagels
Joannes Jacobus Hoefnagels (Antwerpen, 26 juni 1809 – Oorderen, 13 februari 1888) was een Vlaams politicus. In 1836 legde hij voor het eerst de eed af als burgemeester van Oorderen. Hij bleef in dit mandaat tot aan zijn overlijden. In totaal bleef hij dus 52 jaar aan de macht, waarmee hij de langst regerende burgemeester was van het verdwenen Belgisch polderdorp.

## Mandaten
- Burgemeester van Oorderen (1836-1888)